# Traité de Stettin (1570)
Pour les articles homonymes, voir Traité de Stettin.

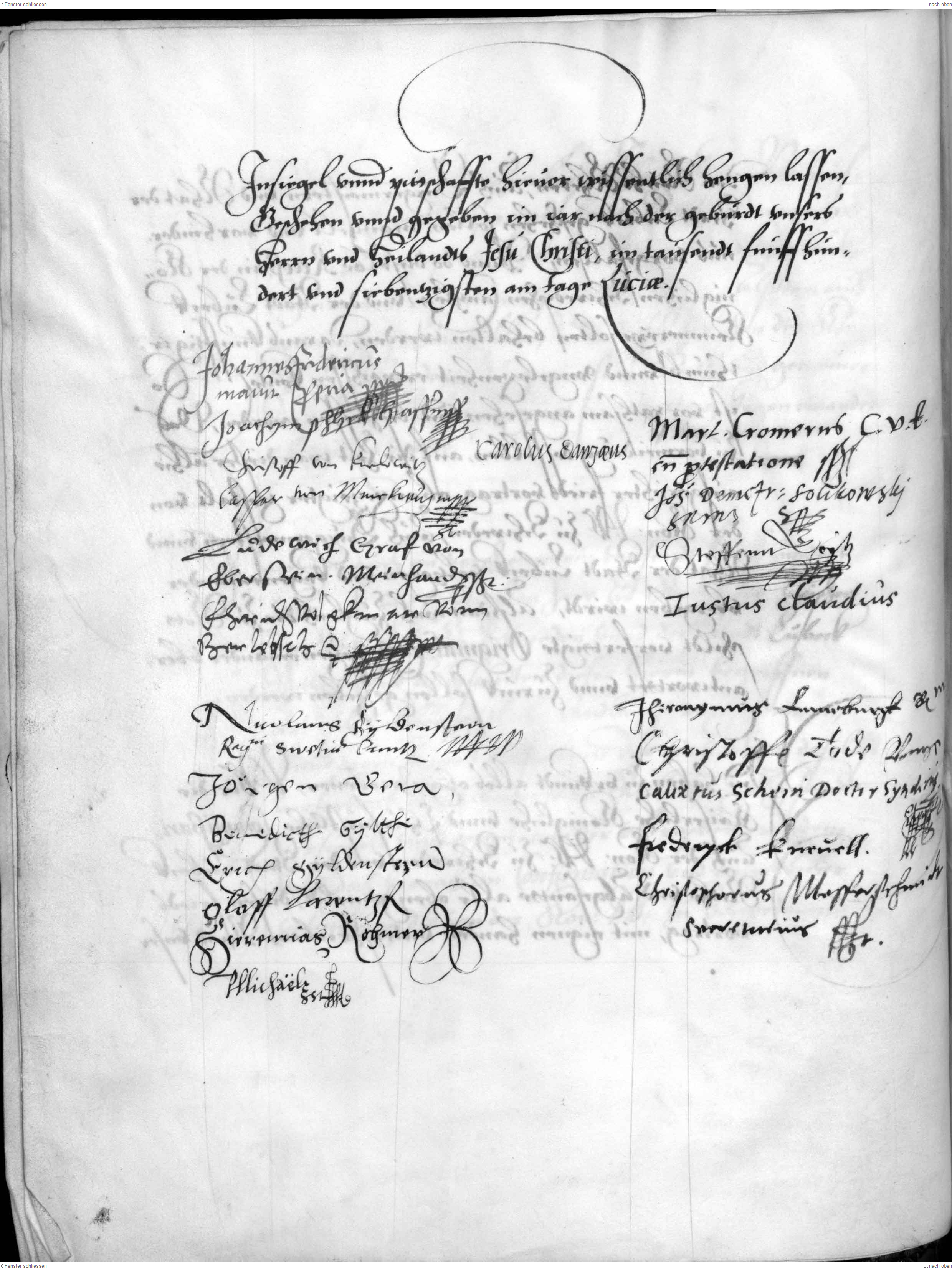
Ici le traité de Stettin.

Le traité de Stettin (Szczecin) met fin à la guerre qui dure depuis sept ans entre la Suède et le Danemark le 13 décembre 1570. Il est plutôt favorable au royaume de Danemark, à l'époque uni à celui de Norvège, dont il assure temporairement la prééminence en Europe du Nord.

## Historique
La Suède est forcée de payer 150 000 riksdaler pour la rançon de la forteresse d’Älvsborg mais gagne des territoires en Estonie. L'union de Kalmar est dissoute et le roi du Danemark renonce au trône de Suède. La Suède reconnait pour la première fois la souveraineté du Danemark sur les provinces de Skåne, Blekinge et Halland.
Le traité est aussi signé par Lübeck.
La Pologne garde la Courlande, la Moscovie s'empare de Dorpat.